# 大锡姆茨
大锡姆茨（德語：Groß Siemz）是德国梅克伦堡-前波美拉尼亚州的一个旧市镇。总面积14.70平方公里，总人口292人，其中男性147人，女性145人（2011年12月31日），人口密度20人/平方公里。